# Roodkruinbaardvogel
De roodkruinbaardvogel (Capito aurovirens) is een vogel uit de familie Capitonidae (Amerikaanse baardvogels).

## Verspreiding en leefgebied
Deze soort komt voor in het westelijk Amazonebekken van zuidoostelijk Colombia tot oostelijk Peru en westelijk Brazilië (oostelijk tot de Rio Negro).

## Status
De grootte van de populatie is niet gekwantificeerd maar de soort wordt omschreven als algemeen. Op de Rode lijst van de IUCN heeft deze soort de status niet bedreigd.